# Света Параскева (Тарабия)
„Света Параскева“ (на гръцки: Ἱερος Ναός Ἁγίας Παρασκευῆς Θεραπείων; на турски: Aya Paraskevi Kilisesi) е православна църква в Тарабия (на гръцки Терапия), предградие на Истанбул, Турция, катедрален храм на Деркоската епархия на Вселенската патриаршия.

## Местоположение
Сградата е разположена на улица „Йеникьой“ № 64-68.

## История
Сградата е построена през 1857 година при управлението на митрополит Герасим Деркоски (1853-1865) с помощта на жителите на Терапия. Храмът е многократно ремонтиран. След разрушаването на митрополитската църква „Свети Георги“ през 1958 година, „Света Параскева“ става митрополитска църква на Деркоската митрополия.